# Kodeks Watykański 2066
Kodeks Watykański 2066, łac. Codex Vaticanus 2066 (Gregory-Aland no. 046), znany też był jako Codex Basilianus, dawniej oznaczany był jako Br lub B2 – grecki kodeks uncjalny Nowego Testamentu, paleograficznie datowany na X wiek. Jest cytowany w krytycznych wydaniach Nowego Testamentu.

## Opis
Kodeks zawiera 20 pergaminowych kart (27,5 na 19 cm), z tekstem Apokalipsy św. Jana. Tekst pisany jest jedną kolumną na stronę, 35 linijek w kolumnie, 36 liter w linijce. Oprócz tekstu Apokalipsy zawiera homilie Bazylego Wielkiego, Grzegorza z Nyssy i innych Ojców Kościoła.
Sporządzony został bardzo staranną uncjałą, pochyloną w prawą stronę, kształt liter jest pośredni pomiędzy wczesną kwadratową uncjałą a późną prostokątną. Uncjała jest charakterystyczna dla bizantyjskiego stylu.

## Tekst
Grecki tekst kodeksu przekazuje Tekst bizantyński, w bliskiej relacji do minuskułów 61 i 69. Kurt Aland zaklasyfikował go do Kategorii V.
Kodeks 046 jest najstarszym zachowanym rękopisem reprezentującym główną podgrupę tekstu bizantyjskiego („a”).
Niektóre warianty tekstowe:
- Ap 1,5

λύσαντι ἡμᾶς ἐκ (uwolnił nas od) — {\displaystyle {\mathfrak {P}}^{18}}, אc, A, C, 1, 2020, 2081,
λούσαντι ἡμᾶς ἀπο (oczyścił nas z) — P, 046, 94, 1006, 1859, 2042, 2065, 2073, 2138, 2432
- Ap 1,6

βασιλειαν (królestwa) — א A 046 1854 2053 2062 2080 2344
βασιλεις (królowie) — P Byz
- Ap 22,14

ποιουντες τας εντολας αυτου (wykonujący Jego przykazania) — 046, 1, 94, 1611, 1854, 1859, 2042, 2065, 2073, 2138, 2432
πλυνοντες τας στολας αυτων (piorący szaty swoje) — א, A, 1006, 2020, 2053

## Historia
Scrivener datował rękopis na VIII wiek. Obecnie INTF datuje na wiek X.
Według Giuseppe Bianchiniego kodeks należał niegdyś do Filippo Vitali (1590-1653).
Kodeks przechowywany jest dziś w Bibliotece Watykańskiej (Gr. 2066).